# Georges Surdez
Georges Arthur Surdez (Biena, 1900 - Brooklyn, 5 de noviembre de 1949), fue un escritor y novelista suizo de aventuras que publicó en revistas pulp.
Es conocido por crear el término «ruleta rusa» en una historia del mismo nombre publicada en la revista Collier's de 1937. Colaboró también en diversas revistas, entre ellas, The Saturday Evening Post, Coronet, Argosy y Adventure, entre otras.

## Obras

### Novelas
- Swords of the Soudan, 1923.
- The Demon Caravan, 1927
- They March from Yesterday (1 de marzo de 1930, publicado por Adventure).[4]
- Homeland, 1946 (novela autobiográfica).

### Cuentos
- Dinner for Monsieur Martin.[5]
- The Yellow Streak
- Sons Of The Sword, 1928, publicado en Adventure.
- A Game In The Bush
- Hell's Half-Way House
- Russian roulette, 1937, publicado en Collier's.
- The Haunted Wall, 1941[6]
- Hopalong Cassidy Serves a Writ (1941)